# Колвицкое озеро
Колвицкое — озеро в Мурманской области, расположенное на юго-западе Кольского полуострова. Относится к бассейну Белого моря, связывается с ним рекой Колвица. Питание озера в основном снеговое. Берег изрезанный, крутой на западе, низменный на востоке и юге. Впадает река Большая. Ледостав в октябре-ноябре, ледоход в мае-начале июня. Площадь поверхности — 126,03 км². Высота над уровнем моря — 58 м.
От дороги Кандалакша — Умба существует подъезд к озеру.